# Summer World University Games 2025/Leichtathletik
Bei den Summer World University Games 2025 wurden 51 Wettkämpfe in der Leichtathletik ausgetragen. Wettkampfstätte war das Lohrheidestadion in Bochum.

## Bilanz

### Medaillenspiegel
| Platz  | Land                         | 00 | 00 | 00 | Gesamt |
| ------ | ---------------------------- | -- | -- | -- | ------ |
| 1      | Japan                        | 5  | 3  | 3  | 11     |
| 2      | Australien                   | 5  | 2  | 3  | 10     |
| 3      | China                        | 4  | 4  | 3  | 11     |
| 4      | Südafrika                    | 4  | 2  | 4  | 10     |
| 5      | Italien                      | 4  | 1  | 4  | 9      |
| 6      | Polen                        | 3  | 3  | 1  | 7      |
| 7      | Türkei                       | 3  | 2  | 3  | 8      |
| 8      | Deutschland                  | 2  | 3  | 4  | 9      |
| 8      | Spanien                      | 2  | 3  | 4  | 9      |
| 10     | Schweiz                      | 2  | 3  | 1  | 6      |
| 11     | Finnland                     | 2  | 1  | 2  | 5      |
| 12     | Frankreich                   | 2  | 1  | –  | 3      |
| 13     | Kenia                        | 1  | 1  | 1  | 3      |
| 14     | Tschechien                   | 1  | 1  | –  | 2      |
| 14     | Irland                       | 1  | 1  | –  | 2      |
| 14     | Norwegen                     | 1  | 1  | –  | 2      |
| 14     | Schweden                     | 1  | 1  | –  | 2      |
| 18     | Ukraine                      | 1  | –  | 2  | 3      |
| 19     | Südkorea                     | 1  | –  | 1  | 2      |
| 20     | Belgien                      | 1  | –  | –  | 1      |
| 20     | Israel                       | 1  | –  | –  | 1      |
| 20     | Luxemburg                    | 1  | –  | –  | 1      |
| 20     | Portugal                     | 1  | –  | –  | 1      |
| 20     | Slowenien                    | 1  | –  | –  | 1      |
| 20     | Usbekistan                   | 1  | –  | –  | 1      |
| 26     | Vereinigte Staaten           | –  | 4  | 1  | 5      |
| 27     | Ungarn                       | –  | 3  | 3  | 6      |
| 28     | Großbritannien               | –  | 3  | 2  | 5      |
| 28     | Indien                       | –  | 3  | 2  | 5      |
| 30     | Chinesisch Taipeh            | –  | 1  | –  | 1      |
| 30     | Kroatien                     | –  | 1  | –  | 1      |
| 30     | Lettland                     | –  | 1  | –  | 1      |
| 30     | Thailand                     | –  | 1  | –  | 1      |
| 30     | Amerikanische Jungferninseln | –  | 1  | –  | 1      |
| 35     | Kanada                       | –  | –  | 2  | 2      |
| 36     | Brasilien                    | –  | –  | 1  | 1      |
| 36     | Kolumbien                    | –  | –  | 1  | 1      |
| 36     | Zypern                       | –  | –  | 1  | 1      |
| 36     | Neuseeland                   | –  | –  | 1  | 1      |
| 36     | Slowakei                     | –  | –  | 1  | 1      |
| Gesamt | Gesamt                       | 51 | 51 | 51 | 153    |

### Medaillengewinner

#### Männer
| Disziplin               | Gold | Silber | Bronze                                                                      |
| ----------------------- | --- | --- | --------------------------------------------------------------------------- |
| 100 m                   | Bayanda Walaza                                                                                                  | Puripol Boonson | Hiroki Yanagita                                                             |
| 200 m                   | Bayanda Walaza                                                                                                  | Adrià Alfonso | Lee Jae-song                                                                |
| 400 m                   | Lythe Pillay | Patrik Simon Enyingi                                                                                               | Edoardo Scotti                                                              |
| 800 m                   | David Barroso                                                                                                   | Maciej Wyderka | Mehmet Çelik                                                                |
| 1500 m                  | Filip Ostrowski                                                                                                 | Titouan Le Grix | Samuel Charig                                                               |
| 5000 m                  | Arthur Gervais                                                                                                  | David Mullarkey | Collins Kiprotich                                                           |
| 10.000 m                | Brian Musau | David Mullarkey | Mario Priego                                                                |
| Halbmarathon            | Shinsaku Kudō                                                                                                   | Ramazan Baştuğ | Ryuto Uehara                                                                |
| 110 m Hürden            | Tatsuki Abe | Ángel Díaz | Mondray Barnard                                                             |
| 400 m Hürden            | Berke Akçam | Ryan Matulonis | Patrik Dömötör                                                              |
| 3000 m Hindernis        | Ruben Querinjean                                                                                                | Alejandro Quijada                                                                                                  | István Palkovits                                                            |
| 4 × 100 m Staffel       | SüdkoreaLee Jae-seong Kim Jeong-yun Nwamadi Joel-jin Seo Min-jun                                                | SüdafrikaKyle Zinn Retshidisitswe Mlenga Mthi Mthimkulu Bayanda Walaza                                             | IndienLalu Bhoi Animesh Kujur Manikanta Hoblidhar Dondapati Mrutyam Jayaram |
| 4 × 400 m Staffel       | PolenMarcin Karolewski Wiktor Wróbel Maksymilian Szwed Daniel Sołtysiak (Finale) Patryk Grzegorzewicz (Vorlauf) | Vereinigte StaatenJoey Gant Xavier Donaldson Ryan Matulonis Jake Palermo (Finale) Nayyir Newash-Campbell (Vorlauf) | Türkeiİlyas Çanakçı Kubilay Ençü Berke Akçam İsmail Nezir                   |
| Halbmarathon Mannschaft | JapanShinsaku Kudō Ryuto Uehara Kento Baba                                                                      | TürkeiRamazan Baştuğ Ayetullah Aslanhan Azat Demirtaş                                                              | ChinaMa Rui Chen Zhongping Wang Wenjie                                      |
| 20 km Gehen Mannschaft  | JapanAtsuki Tsuchiya Keisuke Hara Taisei Yoshizako                                                              | AustralienWilliam Thompson Timothy Fraser Isaac Bearcroft                                                          | ChinaHu Xuanfei Huang Peiyang Sun Chaofan                                   |
| 20 km Gehen             | Andrea Cosi | Atsuki Tsuchiya | Mykola Ruschtschak                                                          |
| Hochsprung              | Yonathan Kapitolnik                                                                                             | Fu Chao-hsuan | Roman Anastasios                                                            |
| Stabhochsprung          | Simen Guttormsen                                                                                                | Valters Kreišs | Márton Böndör                                                               |
| Weitsprung              | Shu Heng | Koki Fujihara | Luka Herden                                                                 |
| Dreisprung              | Connor Murphy                                                                                                   | Praveen Chithravel                                                                                                 | João Silva                                                                  |
| Kugelstoßen             | Aiden Smith | Xing Jialiang | Riccardo Ferrara                                                            |
| Diskuswurf              | Mika Sosna | Steven Richter | Mychajlo Brudin                                                             |
| Hammerwurf              | Mychajlo Kochan                                                                                                 | Merlin Hummel | Giorgio Olivieri                                                            |
| Speerwurf               | Simon Wieland                                                                                                   | Nick Thumm | Topias Laine                                                                |
| Zehnkampf               | Benjamin Guse                                                                                                   | Aleksi Savolainen                                                                                                  | Nino Portmann                                                               |

#### Frauen
| Disziplin               | Gold | Silber | Bronze                                                                                       |
| ----------------------- | --- | --- | -------------------------------------------------------------------------------------------- |
| 100 m                   | Georgia Harris                                                                                               | Magdalena Stefanowicz | Gabriella Marais                                                                             |
| 200 m                   | Vittoria Fontana                                                                                             | Léonie Pointet | Esperança Cladera                                                                            |
| 400 m                   | Barbora Malíková                                                                                             | Veronika Drljačić | Alessandra Bonora                                                                            |
| 800 m                   | Eloisa Coiro                                                                                                 | Veronica Vancardo | Daniela García                                                                               |
| 1500 m                  | Joceline Wind                                                                                                | Sarah Calvert | Kimberley May                                                                                |
| 5000 m                  | Julia David-Smith                                                                                            | Seema | Emily Parker                                                                                 |
| 10.000 m                | Klara Lukan                                                                                                  | Sarah Wanjiru | Alicia Berzosa                                                                               |
| Halbmarathon            | Ma Xiuzhen                                                                                                   | Makoto Tsuchiya | Makoto Tsuchiya                                                                              |
| 110 m Hürden            | Saara Keskitalo                                                                                              | Anna Tóth | Alicja Sielska                                                                               |
| 400 m Hürden            | Alice Muraro                                                                                                 | Michelle Smith | Sára Mátó                                                                                    |
| 3000 m Hindernis        | Ilona Mononen                                                                                                | Ankita Dhyani | Adia Budde                                                                                   |
| 4 × 100 m Staffel       | AustralienGeorgia Harris Kristie Edwards Olivia Inkster Jessica Milat                                        | SchweizLarissa Bertényi Léonie Pointet Iris Caligiuri Soraya Becerra | DeutschlandLouise Wieland Talea Prepens Svenja Pfetsch Jolina Ernst                          |
| 4 × 400 m Staffel       | DeutschlandVivienne Morgenstern Mona Mayer Sabrina Heil Yasmin Amaadacho (Finale) Jenna Feyerabend (Vorlauf) | PolenWeronika Bartnowska Kinga Gacka (Finale) Paulina Kubis (Finale) Aleksandra Formella (Finale) Martyna Guzowska (Vorlauf) Edyta Bielska (Vorlauf) Julia Słocka (Vorlauf) | KanadaPaige Willems Tyra Boug Favour Okpali Georgia Oland (Finale) Shelby MacIsaac (Vorlauf) |
| Halbmarathon Mannschaft | JapanMakoto Tsuchiya Mariya Noda Ayaka Maeda Aoi Takahashi                                                   | ChinaMa Xiuzhen Li Yingcui Wang Jiali | TürkeiNursena Çeto Dilek Öztürk Ezgi Kaya                                                    |
| 20 km Gehen Mannschaft  | ChinaNing Jinlin Ji Haiying Luo Yue                                                                          | AustralienElizabeth McMillen Olivia Sandery Alexandra Griffin Allanah Pitcher                                                                                               | IndienSejal Singh Munita Prajapati Mansi Negi Shalini Shalini Mahima Choudhary               |
| 20 km Gehen             | Elizabeth McMillen                                                                                           | Ning Jinlin | Ji Haiying                                                                                   |
| Hochsprung              | Una Stancev                                                                                                  | Asia Tavernini | Elena Kulichenko                                                                             |
| Stabhochsprung          | Elien Vekemans                                                                                               | Kitty Faye | Rachel Grenke                                                                                |
| Weitsprung              | Agate de Sousa                                                                                               | Xiong Shiqi | Natalia Linares                                                                              |
| Dreisprung              | Sharifa Davronova                                                                                            | Linda Suchá | Desleigh Owusu                                                                               |
| Kugelstoßen             | Axelina Johansson                                                                                            | Abria Smith | Colette Uys                                                                                  |
| Diskuswurf              | Özlem Becerek                                                                                                | Caisa-Marie Lindfors | Antonia Kinzel                                                                               |
| Hammerwurf              | Zhao Jie | Nicola Tuthill | Sara Killinen                                                                                |
| Speerwurf               | Esra Türkmen                                                                                                 | Evelyn Bliss | Jana van Schalkwyk                                                                           |
| Siebenkampf             | Kate O’Connor                                                                                                | Szabina Szűcs | Emelia Surch                                                                                 |

#### Mixed
| Disziplin         | Gold | Silber | Bronze |
| ----------------- | --- | --- | --- |
| 4 × 400 m Staffel | PolenDaniel Sołtysiak Weronika Bartnowska Marcin Karolewski Aleksandra Formella (Finale) Wiktor Wróbel (Vorlauf) Martyna Guzowska (Vorlauf) Patryk Grzegorzewicz (Vorlauf) Kinga Gacka (Vorlauf) | SüdafrikaMthi Mthimkulu Precious Molepo Marlie Viljoen Lythe Pillay (Finale) Wernich van Rensburg (Vorlauf) | Vereinigte StaatenXavier Donaldson Zoey Goldstein Jake Palermo (Finale) Charlee Crawford (Finale) Paige Floriea (Vorlauf) Joseph Gant (Vorlauf) |

## Ergebnisse Männer

### 100 m
| Platz | Athlet            | Land | Zeit (s) |
| ----- | ----------------- | ---- | -------- |
| 1     | Bayanda Walaza    | RSA  | 10,16    |
| 2     | Puripol Boonson   | THA  | 10,22    |
| 3     | Hiroki Yanagita   | JPN  | 10,23    |
| 4     | Muhd Azeem Fahmi  | MAS  | 10,35    |
| 5     | Kyle Zinn         | RSA  | 10,42    |
| 6     | Riku Oishi        | JPN  | 10,44    |
| 7     | Connor Bond       | AUS  | 10,46    |
| 8     | Dominik Illovszky | HUN  | 10,55    |

Finale: 22. Juli
Wind: −0,7 m/s

### 200 m
| Platz | Athlet            | Land | Zeit (s) |
| ----- | ----------------- | ---- | -------- |
| 1     | Bayanda Walaza    | RSA  | 20,63    |
| 2     | Adrià Alfonso     | ESP  | 20,70    |
| 3     | Lee Jae-seong     | KOR  | 20,75    |
| 4     | Animesh Kujur     | IND  | 20,85    |
| 5     | Aidan Murphy      | AUS  | 20,92    |
| 6     | Daniel Magogo     | ZIM  | 21,00    |
| 7     | Christopher Ius   | AUS  | 21,01    |
|       | Eckhart Potgieter | RSA  | DSQ      |

Finale: 24. Juli
Wind: −0,3 m/s

### 400 m
| Platz | Athlet               | Land | Zeit (s) |
| ----- | -------------------- | ---- | -------- |
| 1     | Lythe Pillay         | RSA  | 44,84 SB |
| 2     | Patrik Simon Enyingi | HUN  | 45,41    |
| 3     | Edoardo Scotti       | ITA  | 45,61    |
| 4     | Jack Raftery         | IRL  | 45,69    |
| 5     | Matěj Krsek          | CZE  | 45,84 SB |
| 6     | Marcin Karolewski    | POL  | 46,16    |
| 7     | Daniel Sołtysiak     | POL  | 46,28    |
| 8     | Kira Hirakawa        | JPN  | 46,68    |

Finale: 23. Juli

### 800 m
| Platz | Athlet          | Land | Zeit (min) |
| ----- | --------------- | ---- | ---------- |
| 1     | David Barroso   | ESP  | 1:47,64    |
| 2     | Maciej Wyderka  | POL  | 1:48,01    |
| 3     | Mehmet Çelik    | TUR  | 1:48,07    |
| 4     | Corentin Magnou | FRA  | 1:48,23    |
| 5     | Ivan Pelizza    | SUI  | 1:48,72    |
| 6     | Jordan Terrasse | FRA  | 1:48,73    |
| 7     | Jan Vukovič     | SVN  | 1:48,94    |
| 8     | Jack Lunn       | AUS  | 1:49,24    |

Finale: 27. Juli

### 1500 m
| Platz | Athlet              | Land | Zeit (min) |
| ----- | ------------------- | ---- | ---------- |
| 1     | Filip Ostrowski     | POL  | 3:46,10    |
| 2     | Titouan Le Grix     | FRA  | 3:46,32    |
| 3     | Samuel Charig       | GBR  | 3:46,62    |
| 4     | Pol Oriach          | ESP  | 3:46,85    |
| 5     | Mehmet Çelik        | TUR  | 3:46,93    |
| 6     | Nuno Pereira        | POR  | 3:47,12    |
| 7     | Jonathan Podbielski | CAN  | 3:47,50    |
| 8     | Harrison Witt       | USA  | 3:48,18    |

Finale: 24. Juli

### 5000 m
| Platz | Athlet             | Land | Zeit (min) |
| ----- | ------------------ | ---- | ---------- |
| 1     | Arthur Gervais     | FRA  | 15:02,00   |
| 2     | David Mullarkey    | GBR  | 15:02,39   |
| 3     | Collins Kiprotich  | KEN  | 15:02,47   |
| 4     | Andrij Atamanjuk   | UKR  | 15:02,48   |
| 5     | Marcel Tobler      | AUT  | 15:02,79   |
| 6     | Kobe Hermans       | BEL  | 15:02,93   |
| 7     | Thomas Termote     | FRA  | 15:03,79   |
| 8     | Adrián de la Orden | ESP  | 15:04,29   |

Finale: 26. Juli

### 10.000 m
| Platz | Athlet                  | Land | Zeit (min)  |
| ----- | ----------------------- | ---- | ----------- |
| 1     | Brian Musau             | KEN  | 28:42,39 PB |
| 2     | David Mullarkey         | GBR  | 28:43,44    |
| 3     | Mario Priego            | ESP  | 28:45,02 PB |
| 4     | Kelvin Kimtai Chepsigor | KEN  | 28:46,45 PB |
| 5     | Ramazan Baştuğ          | TUR  | 28:47,72    |
| 6     | Wang Wenjie             | CHN  | 28:54,48    |
| 7     | Antonin Saint-Peyre     | FRA  | 28:59,57    |
| 8     | Miguel Baidal           | ESP  | 29:02,24    |

23. Juli

### Halbmarathon
| Platz | Athlet             | Land | Zeit (h)   |
| ----- | ------------------ | ---- | ---------- |
| 1     | Shinsaku Kudō      | JPN  | 1:02:29 GR |
| 2     | Ramazan Baştuğ     | TUR  | 1:02:35 PB |
| 3     | Ryuto Uehara       | JPN  | 1:02:39    |
| 4     | Kento Baba         | JPN  | 1:02:44    |
| 5     | Timo Hinterndorfer | AUT  | 1:02:56 PB |
| 6     | Mohit Mohit        | IND  | 1:04:08 PB |
| 7     | Ma Rui             | CHN  | 1:04:26 SB |
| 8     | Ádám Lomb          | HUN  | 1:04:44 SB |

26. Juli

### Halbmarathon Teamwertung
| Platz | Land                | Athleten                                                                                      | Zeit (h) |
| ----- | ------------------- | --------------------------------------------------------------------------------------------- | -------- |
| 1     | Japan               | Shinsaku Kudō – 1:04:36 (1.) Ryuto Uehara – 1:04:37 (3.) Kento Baba – 1:02:44 (4.)            | 3:07:52  |
| 2     | Türkei              | Ramazan Baştuğ – 1:02:35 (2.) Ayetullah Aslanhan – 1:05:02 (9.) Azat Demirtaş – 1:06:19 (18.) | 3:13:56  |
| 3     | Volksrepublik China | Ma Rui – 1:04:26 (7.) Chen Zhongping – 1:06:21 (19.) Wang Wenjie – 1:06:58 (25.)              | 3:17:18  |

### 20 km Gehen
| Platz | Athlet             | Land | Zeit (h)   |
| ----- | ------------------ | ---- | ---------- |
| 1     | Andrea Cosi        | ITA  | 1:19:48 GR |
| 2     | Atsuki Tsuchiya    | JPN  | 1:20:08    |
| 3     | Mykola Ruschtschak | UKR  | 1:20:10    |
| 4     | Keisuke Hara       | JPN  | 1:20:26    |
| 5     | William Thompson   | AUS  | 1:21:01    |
| 6     | Timothy Fraser     | AUS  | 1:21:12    |
| 7     | Hu Xuanfei         | CHN  | 1:21:12    |
| 8     | Huang Peiyang      | CHN  | 1:22:07    |

27. Juli

### 20 km Gehen Teamwertung
| Platz | Land                | Athleten                                                                                      | Zeit (h) |
| ----- | ------------------- | --------------------------------------------------------------------------------------------- | -------- |
| 1     | Japan               | Atsuki Tsuchiya – 1:20:08 (2.) Keisuke Hara – 1:20:26 (4.) Taisei Yoshizako – 1:23:11 (12.)   | 4:03:45  |
| 2     | Australien          | William Thompson – 1:21:01 (5.) Timothy Fraser – 1:21:12 (6.) Isaac Bearcroft – 1:22:37 (10.) | 4:04:50  |
| 3     | Volksrepublik China | Hu Xuanfei – 1:21:12 (7.) Huang Peiyang – 1:22:07 (8.) Sun Chaofan – 1:25:48 (18.)            | 4:09:07  |

### 110 m Hürden
| Platz | Athlet          | Land | Zeit (s) |
| ----- | --------------- | ---- | -------- |
| 1     | Tatsuki Abe     | JPN  | 13,47    |
| 2     | Ángel Díaz      | ESP  | 13,59    |
| 3     | Mondray Barnard | RSA  | 13,59    |
| 4     | Chris Serrao    | USA  | 13,64    |
| 5     | Colby Eddowes   | AUS  | 13,69    |
| 6     | Lin Yi-kai      | TPE  | 13,75    |
| 7     | Hayato Higuchi  | JPN  | 13,90    |
| 8     | Franco le Roux  | RSA  | 14,85    |

Finale: 24. Juli
Wind: −0,3 m/s

### 400 m Hürden
| Platz | Athlet                  | Land | Zeit (s) |
| ----- | ----------------------- | ---- | -------- |
| 1     | Berke Akçam             | TUR  | 49,29    |
| 2     | Ryan Matulonis          | USA  | 49,38 PB |
| 3     | Patrik Dömötör          | SVK  | 49,45    |
| 4     | Ryōsuke Takahashi       | JPN  | 49,60    |
| 5     | Marc Anthony Ibrahim    | LBN  | 50,05    |
| 6     | Syota Fuchigami         | JPN  | 50,45    |
| 7     | Duarte Fernandes        | POR  | 50,77    |
| 8     | Niklas Strohmayer-Dangl | AUT  | 51,96    |

Finale: 23. Juli

### 3000 m Hindernis
| Platz | Athlet            | Land | Zeit (min) |
| ----- | ----------------- | ---- | ---------- |
| 1     | Ruben Querinjean  | LUX  | 8:18,46 GR |
| 2     | Alejandro Quijada | ESP  | 8:20,70 PB |
| 3     | István Palkovits  | HUN  | 8:35,05    |
| 4     | Cuma Özcan        | TUR  | 8:38,70 PB |
| 5     | Adam Bajorski     | POL  | 8:38,91    |
| 6     | Rob McManus       | USA  | 8:41,52    |
| 7     | Tetsu Sasaki      | JPN  | 8:41,53    |
| 8     | Wiktor Antosz     | POL  | 8:45,29    |

Finale: 26. Juli

### 4 × 100 m Staffel
| Platz | Land        | Athleten | Zeit (s) |
| ----- | ----------- | --- | -------- |
| 1     | Südkorea    | Lee Jae-seong Kim Jeong-yun Nwamadi Joel-jin Seo Min-jun                                                        | 38,50    |
| 2     | Südafrika   | Kyle Zinn Retshidisitswe Mlenga Mthi Mthimkulu Bayanda Walaza                                                   | 38,80 SB |
| 3     | Indien      | Lalu Bhoi Animesh Kujur Manikanta Hoblidhar Dondapati Mrutyam Jayaram                                           | 38,89 SB |
| 4     | Australien  | Joseph Ayoade Connor Bond Christopher Ius Aidan Murphy                                                          | 38,89    |
| 5     | Thailand    | Natawat Iamudom Muhamah Salaeh Thawatchai Himaiad Puripol Boonson im Vorlauf außerdem: Soraoat Dapbang          | 39,34    |
| 6     | Deutschland | Felix Frühn Fabian Olbert Eddie Reddemann Luka Herden                                                           | 39,46    |
| 7     | Polen       | Patryk Grzegorzewicz Adam Łukomski Łukasz Żok Artur Łęczycki im Vorlauf außerdem: Olgierd Michniewski           | 39,81    |
| 8     | Malaysia    | Aidil Auf Hajam Mohd Raimi Mustafa Kamal Mohamed Thaqif Muhd Azeem Fahmi im Vorlauf außerdem: Aliff Iman Fahimi | 40,19    |

Finale: 27. Juli

### 4 × 400 m Staffel
| Platz | Land               | Athleten | Zeit (min) |
| ----- | ------------------ | --- | ---------- |
| 1     | Polen              | Daniel Sołtysiak Marcin Karolewski Wiktor Wróbel Maksymilian Szwed im Vorlauf außerdem: Patryk Grzegorzewicz | 3:03,64 SB |
| 2     | Vereinigte Staaten | Joey Gant Xavier Donaldson Ryan Matulonis Jake Palermo im Vorlauf außerdem: Nayyir Newash-Campbell           | 3:04,34 SB |
| 3     | Türkei             | İlyas Çanakçı Kubilay Ençü Berke Akçam İsmail Nezir                                                          | 3:04,40 SB |
| 4     | Ungarn             | Csanád Csahóczi Zoltán Wahl Árpád Kovács Patrik Simon Enyingi im Vorlauf außerdem: Balázs Plisz              | 3:04,55    |
| 5     | Indien             | Vishal Thennarasu Kayalvizhi Aswin Krishna Jerome Jayaseelan Balakrishna                                     | 3:06,56    |
| 6     | Kanada             | Joshua Duckman David Moulongou Ben Tilson Dawson Mann im Vorlauf außerdem: Keshawn Igbinosun                 | 3:09,15    |
| 7     | Belgien            | Luca Laurent Mimoun Abdoul Wahab Hadrien Piengeon Victor Morabito                                            | 3:13,58    |
| 8     | Kolumbien          | Yan Sánchez Andrés Ruiz Jhoan Hoyos Juan Wilches                                                             | 3:19,33    |

Finale: 27. Juli

### Hochsprung
| Platz | Athlet               | Land | Höhe (m) |
| ----- | -------------------- | ---- | -------- |
| 1     | Yonathan Kapitolnik  | ISR  | 2,27     |
| 2     | Fu Chao-hsuan        | TPE  | 2,25     |
| 3     | Roman Anastasios     | AUS  | 2,20 =SB |
| 4     | Mateusz Kołodziejski | POL  | 2,20     |
| 4     | Erick Portillo       | MEX  | 2,20     |
| 6     | Manuel Lando         | ITA  | 2,20     |
| 7     | Shun Yamanaka        | JPN  | 2,17     |
| 8     | Nicolás Numair       | CHL  | 2,17     |

Finale: 24. Juli

### Stabhochsprung
| Platz | Athlet               | Land | Höhe (m) |
| ----- | -------------------- | ---- | -------- |
| 1     | Simen Guttormsen     | NOR  | 5,75 PB  |
| 2     | Valters Kreišs       | LAT  | 5,65     |
| 3     | Márton Böndör        | HUN  | 5,55     |
| 4     | Matteo Oliveri       | ITA  | 5,45     |
| 5     | Dev Kumar Meena      | IND  | 5,35     |
| 6     | Aiden Princena-White | AUS  | 5,35     |
| 7     | Felix Eichenberger   | SUI  | 5,25     |
| 8     | Filip Kempski        | POL  | 5,25     |

Finale: 27. Juli

### Weitsprung
| Platz | Athlet            | Land | Weite (m) |
| ----- | ----------------- | ---- | --------- |
| 1     | Shu Heng          | CHN  | 8,09      |
| 2     | Koki Fujihara     | JPN  | 8,00      |
| 3     | Luka Herden       | GER  | 7,96      |
| 4     | Simon Batz        | GER  | 7,87      |
| 5     | Stephen Mackenzie | GBR  | 7,75      |
| 6     | Lin Yu-tang       | TPE  | 7,72      |
| 7     | Breno Barbosa     | BRA  | 7,63      |
| 8     | Archie Yeo        | GBR  | 7,60      |

Finale: 24. Juli

### Dreisprung
| Platz | Athlet                | Land | Weite (m) |
| ----- | --------------------- | ---- | --------- |
| 1     | Connor Murphy         | AUS  | 16,77 SB  |
| 2     | Praveen Chithravel    | IND  | 16,66     |
| 3     | João Silva de Azevedo | BRA  | 16,35 PB  |
| 4     | Li Yun-chen           | TPE  | 16,28 SB  |
| 5     | Wladyslaw Schepeljew  | UKR  | 16,21 w   |
| 6     | Gor Howakimjan        | ARM  | 16,17     |
| 7     | Yūto Adachi           | JPN  | 16,16     |
| 8     | Henrik Flåtnes        | NOR  | 15,73     |

Finale: 26. Juli

### Kugelstoßen
| Platz | Athlet               | Land | Weite (m) |
| ----- | -------------------- | ---- | --------- |
| 1     | Aiden Smith          | RSA  | 20,25     |
| 2     | Xing Jialiang        | CHN  | 20,08     |
| 3     | Riccardo Ferrara     | ITA  | 19,91     |
| 4     | Nick Palmer          | NZL  | 19,71     |
| 5     | Tizian Lauria        | GER  | 19,66     |
| 6     | Gill Samardeep Singh | IND  | 19,16     |
| 7     | Jephté Vogel         | SUI  | 19,06     |
| 8     | Jason Swarens        | USA  | 18,74     |

Finale: 24. Juli

### Diskuswurf
| Platz | Athlet           | Land | Weite (m) |
| ----- | ---------------- | ---- | --------- |
| 1     | Mika Sosna       | GER  | 64,26     |
| 2     | Steven Richter   | GER  | 61,77     |
| 3     | Mychajlo Brudin  | UKR  | 60,71 SB  |
| 4     | Casey Helm       | USA  | 58,99     |
| 5     | Enrico Saccomano | ITA  | 58,17     |
| 6     | Enes Çankaya     | TUR  | 57,54     |
| 7     | Damian Rodziak   | POL  | 56,10     |
| 8     | Jakub Forejt     | CZE  | 56,00     |

Finale: 22. Juli

### Hammerwurf
| Platz | Athlet                 | Land | Weite (m) |
| ----- | ---------------------- | ---- | --------- |
| 1     | Mychajlo Kochan        | UKR  | 77,10     |
| 2     | Merlin Hummel          | GER  | 77,03     |
| 3     | Giorgio Olivieri       | ITA  | 73,78     |
| 4     | Dawid Piłat            | POL  | 72,06     |
| 5     | Halil Yılmazer         | TUR  | 71,49     |
| 6     | Jean-Baptiste Bruxelle | FRA  | 71,37     |
| 7     | Iosif Kesidis          | CYP  | 70,78     |
| 8     | Lars Wolfisberg        | SUI  | 67,27     |

Finale: 23. Juli

### Speerwurf
| Platz | Athlet           | Land | Weite (m) |
| ----- | ---------------- | ---- | --------- |
| 1     | Simon Wieland    | SUI  | 79,33 SB  |
| 2     | Nick Thumm       | GER  | 78,47     |
| 3     | Topias Laine     | FIN  | 75,96     |
| 4     | Oscar Sullivan   | AUS  | 74,44     |
| 5     | Alexandr Čača    | CZE  | 74,30     |
| 6     | Iván José Sibaja | CRC  | 73,91     |
| 7     | Ewald Jansen     | RSA  | 73,90     |
| 8     | Sahil Silwal     | IND  | 73,76     |

Finale: 25. Juli

### Zehnkampf
| Platz | Athlet             | Land | Punkte  |
| ----- | ------------------ | ---- | ------- |
| 1     | Benjamin Guse      | AUS  | 7918 PB |
| 2     | Aleksi Savolainen  | FIN  | 7619 PB |
| 3     | Nino Portmann      | SUI  | 7614    |
| 4     | Zsombor Gálpál     | HUN  | 7563    |
| 5     | Gjert Høie Sjursen | NOR  | 7268 PB |
| 6     | Miklós Németh      | HUN  | 7110 PB |
| 7     | Jaden Roskelley    | USA  | 7085    |
| 8     | Jack Rosner        | USA  | 7009    |

25./26. Juli

## Ergebnisse Frauen

### 100 m
| Platz | Athletin              | Land | Zeit (s) |
| ----- | --------------------- | ---- | -------- |
| 1     | Georgia Harris        | AUS  | 11,44    |
| 2     | Magdalena Stefanowicz | POL  | 11,49    |
| 3     | Gabriella Marais      | RSA  | 11,51    |
| 4     | Delia Farajpour       | SVK  | 11,57    |
| 5     | Chloé Galet           | FRA  | 11,61    |
| 6     | Naomi Riskwait        | FRA  | 11,61    |
| 7     | Vivian Ogor           | CAN  | 11,65    |
| 8     | Malin Furuhaug        | NOR  | 11,82    |

Finale: 22. Juli
Wind: −0,7 m/s

### 200 m
| Platz | Athletin          | Land | Zeit (s) |
| ----- | ----------------- | ---- | -------- |
| 1     | Vittoria Fontana  | ITA  | 22,79 PB |
| 2     | Léonie Pointet    | SUI  | 22,81 SB |
| 3     | Esperança Cladera | ESP  | 23,03    |
| 4     | Dalia Kaddari     | ITA  | 23,04    |
| 5     | Kristie Edwards   | AUS  | 23,07    |
| 6     | Iris Caligiuri    | SUI  | 23,27    |
| 7     | Brooke Ironside   | GBR  | 23,57    |
| 8     | Sıla Koloğlu      | TUR  | 23,65    |

Finale: 24. Juli
Wind: +0,1 m/s

### 400 m
| Platz | Athletin            | Land | Zeit (s) |
| ----- | ------------------- | ---- | -------- |
| 1     | Barbora Malíková    | CZE  | 51,52 SB |
| 2     | Veronika Drljačić   | CRO  | 51,66 PB |
| 3     | Alessandra Bonora   | ITA  | 52,41    |
| 4     | Aleksandra Formella | POL  | 52,56    |
| 5     | Jana Lakner         | GER  | 52,57    |
| 6     | Catia Gubelmann     | SUI  | 52,83    |
| 7     | Charlee Crawford    | USA  | 52,85    |
| 8     | Favour Okpali       | CAN  | 53,87    |

Finale: 23. Juli

### 800 m
| Platz | Athletin          | Land | Zeit (min) |
| ----- | ----------------- | ---- | ---------- |
| 1     | Eloisa Coiro      | ITA  | 1:59,84    |
| 2     | Veronica Vancardo | SUI  | 2:00,08    |
| 3     | Daniela García    | ESP  | 2:00,12    |
| 4     | Fanny Arendt      | LUX  | 2:01,94    |
| 5     | Smilla Kolbe      | GER  | 2:01,42    |
| 6     | Charne Swart      | RSA  | 2:01,45    |
| 7     | Chloe Foerster    | USA  | 2:01,58    |
| 8     | KM. Chanda        | IND  | 2:02,00    |

Finale: 23. Juli

### 1500 m
| Platz | Athletin         | Land | Zeit (min) |
| ----- | ---------------- | ---- | ---------- |
| 1     | Joceline Wind    | SUI  | 4:19,96    |
| 2     | Sarah Calvert    | GBR  | 4:20,18    |
| 3     | Kimberley May    | NZL  | 4:20,39    |
| 4     | Marina Martínez  | ESP  | 4:21,26    |
| 5     | Klara Dess       | AUS  | 4:21,64    |
| 6     | Amina Maatoug    | NED  | 4:21,78    |
| 7     | Anne Gine Løvnes | NOR  | 4:21,80    |
| 8     | Laura Nicholson  | IRL  | 4:22,32    |

Finale: 27. Juli

### 5000 m
| Platz | Athletin          | Land | Zeit (min)  |
| ----- | ----------------- | ---- | ----------- |
| 1     | Julia David-Smith | FRA  | 15:34,57 PB |
| 2     | Seema             | IND  | 15:35,86 SB |
| 3     | Emily Parker      | GBR  | 15:36,12    |
| 4     | Phoebe Anderson   | GBR  | 15:40,07    |
| 5     | Pia Schlattmann   | GER  | 15:40,19 PB |
| 6     | Andrea Romero     | ESP  | 15:41,21 PB |
| 7     | Carolina Schäfer  | GER  | 15:41,82 PB |
| 8     | Mariana Machado   | POR  | 15:44,77    |

Finale: 26. Juli

### 10.000 m
| Platz | Athletin          | Land | Zeit (min)  |
| ----- | ----------------- | ---- | ----------- |
| 1     | Klara Lukan       | SVN  | 31:25,84 CR |
| 2     | Sarah Wanjiru     | KEN  | 31:41,80 PB |
| 3     | Alicia Berzosa    | ESP  | 32:00,73 PB |
| 4     | Mei Hosomi        | JPN  | 32:01,91 PB |
| 5     | Bronte Oates      | AUS  | 32:11,77 PB |
| 6     | Mariana Machado   | POR  | 32:27,06    |
| 7     | Julia Koralewska  | POL  | 32:28,02 PB |
| 8     | Rasara Wijesuriya | LKA  | 32:52,20 NR |

21. Juli

### Halbmarathon
| Platz | Athletin           | Land | Zeit (h)   |
| ----- | ------------------ | ---- | ---------- |
| 1     | Ma Xiuzhen         | CHN  | 1:12:48 PB |
| 2     | Makoto Tsuchiya    | JPN  | 1:12:58    |
| 3     | Mariya Noda        | JPN  | 1:13:16    |
| 4     | Ayaka Maeda        | JPN  | 1:13:18    |
| 5     | Nursena Çeto       | TUR  | 1:13:33    |
| 6     | Mia Jurenka        | GER  | 1:13:42    |
| 7     | Larissa Matz       | AUT  | 1:13:54 PB |
| 8     | Ainuska Kalil kysy | KGZ  | 1:14:41    |

26. Juli

### Halbmarathon Teamwertung
| Platz | Land   | Athletinnen                                                                          | Zeit (h) |
| ----- | ------ | ------------------------------------------------------------------------------------ | -------- |
| 1     | Japan  | Makoto Tsuchiya – 1:12:58 (2.) Mariya Noda – 1:13:16 (3.) Ayaka Maeda – 1:13:18 (4.) | 3:39:32  |
| 2     | Türkei | Ma Xiuzhen – 1:12:48 (1.) Li Yingcui – 1:15:20 (10.) Wang Jiali – 1:20:56 (20.)      | 3:49:04  |
| 3     | Türkei | Nursena Çeto – 1:13:33 (5.) Dilek Öztürk – 1:17:19 (15.) Ezgi Kaya – 1:19:00 (19.)   | 3:49:52  |

### 20 km Gehen
| Platz | Athletin            | Land | Zeit (h)    |
| ----- | ------------------- | ---- | ----------- |
| 1     | Elizabeth McMillen  | AUS  | 1:28:18 =GR |
| 2     | Ning Jinlin         | CHN  | 1:28:32 PB  |
| 3     | Ji Haiying          | CHN  | 1:29:14     |
| 4     | Meryem Bekmez       | TUR  | 1:30:00     |
| 5     | Olivia Sandery      | AUS  | 1:30:16     |
| 6     | Jasmina Toxanbajewa | KAZ  | 1:30:18     |
| 7     | Luo Yue             | CHN  | 1:31:05     |
| 8     | Alexandra Griffin   | AUS  | 1:32:46     |

27. Juli

### 20 km Gehen Teamwertung
| Platz | Land                | Athletinnen                                                                                      | Zeit (h) |
| ----- | ------------------- | ------------------------------------------------------------------------------------------------ | -------- |
| 1     | Volksrepublik China | Ning Jinlin – 1:28:32 (2.) Ji Haiying – 1:29:14 (3.) Luo Yue – 1:31:05 (7.)                      | 4:28:51  |
| 2     | Australien          | Elizabeth McMillen – 1:28:18 (1.) Olivia Sandery – 1:30:16 (5.) Alexandra Griffin – 1:32:46 (8.) | 4:31:20  |
| 3     | Indien              | Sejal Singh – 1:35:21 (15.) Munita Prajapati – 1:39:33 (18.) Mansi Negi – 1:41:12 (20.)          | 4:56:06  |

### 100 m Hürden
| Platz | Athletin            | Land | Zeit (s) |
| ----- | ------------------- | ---- | -------- |
| 1     | Saara Keskitalo     | FIN  | 12,88    |
| 2     | Anna Tóth           | HUN  | 12,88    |
| 3     | Alicja Sielska      | POL  | 12,95    |
| 4     | Yanla Ndjip-Nyemeck | BEL  | 12,96    |
| 5     | Elena Carraro       | ITA  | 12,98    |
| 6     | Franziska Schuster  | GER  | 13,03    |
| 7     | Mao Shimano         | JPN  | 13,17    |
| 8     | Laura Bankò         | HUN  | 13,19    |

Finale: 25. Juli
Wind: +0,1 m/s

### 400 m Hürden
| Platz | Athletin           | Land | Zeit (s) |
| ----- | ------------------ | ---- | -------- |
| 1     | Alice Muraro       | ITA  | 54,60 PB |
| 2     | Michelle Smith     | ISV  | 55,65    |
| 3     | Sára Mátó          | HUN  | 55,92    |
| 4     | Yasmin Amaadacho   | GER  | 56,05 PB |
| 5     | Alesha Bennetts    | AUS  | 56,71    |
| 6     | Ilana Hanssens     | BEL  | 56,95    |
| 7     | Hannah van Niekerk | RSA  | 58,02    |
|       | Lena Wernli        | SUI  | DNF      |

Finale: 24. Juli

### 3000 m Hindernis
| Platz | Athletin        | Land | Zeit (min) |
| ----- | --------------- | ---- | ---------- |
| 1     | Ilona Mononen   | FIN  | 9:31,86    |
| 2     | Ankita Dhyani   | IND  | 9:31,99 PB |
| 3     | Adia Budde      | GER  | 9:33,34    |
| 4     | Ruken Tek       | TUR  | 9:36,89 PB |
| 5     | Pelinsu Şahin   | TUR  | 9:44,19    |
| 6     | Zita Urbán      | HUN  | 9:44,62    |
| 7     | Andreea Stavila | MDA  | 9:47,66 SB |
| 8     | Maisie Grice    | GBR  | 9:50,56    |

Finale: 27. Juli

### 4 × 100 m Staffel
| Platz | Land        | Athletinnen                                                                                                | Zeit (s) |
| ----- | ----------- | --- | -------- |
| 1     | Australien  | Georgia Harris Kristie Edwards Olivia Inkster Jessica Milat                                                | 43,46    |
| 2     | Schweiz     | Larissa Bertényi Léonie Pointet Iris Caligiuri Soraya Becerra                                              | 43,47 SB |
| 3     | Deutschland | Louise Wieland Talea Prepens Svenja Pfetsch Jolina Ernst                                                   | 43,60    |
| 4     | Slowakei    | Viktória Strýčková Lenka Kovačovicová Agáta Cellerová Delia Farajpour                                      | 44,03    |
| 5     | Polen       | Alicja Sielska Emilia Wójtowicz Magdalena Stefanowicz Nikola Horowska im Vorlauf außerdem: Inga Kanicka    | 44,05    |
| 6     | Türkei      | Büşra Akay Sıla Koloğlu Simay Özçiftçi Beyzanur Seylan                                                     | 44,43    |
| 7     | Indien      | Moumita Mondal Abinaya Rajarajan Sudheeksha Vadluri Ancy Sojan Edappilly im Vorlauf außerdem: Angel Silvia | 45,06    |
| 8     | Thailand    | Manatsada Sammano Jirapat Khanonta Sukanda Petraksa Athicha Phetkun                                        | 45,10    |

Finale: 27. Juli

### 4 × 400 m Staffel
| Platz | Land        | Athletinnen | Zeit (min) |
| ----- | ----------- | --- | ---------- |
| 1     | Deutschland | Vivienne Morgenstern Mona Mayer Sabrina Heil Yasmin Amaadacho im Vorlauf außerdem: Jenna Feyerabend                                | 3:29,68 SB |
| 2     | Polen       | Kinga Gacka Weronika Bartnowska Paulina Kubis Aleksandra Formella im Vorlauf außerdem: Martyna Guzowska Edyta Bielska Julia Słocka | 3:30,21 SB |
| 3     | Kanada      | Paige Willems Tyra Boug Georgia Oland Favour Okpali im Vorlauf außerdem: Shelby MacIsaac                                           | 3:34,16 SB |
| 4     | Südafrika   | Precious Molepo Angelique Strydom Anestayshia George Marlie Viljoen im Vorlauf außerdem: Chardone Smidt                            | 3:34,48    |
| 5     | Indien      | B.A. Anakha Devyaniba Zala Rashdeep Kaur Rupal Chaudhary                                                                           | 3:35,08    |
| 6     | Neuseeland  | Izzy Neal Emma Douglass Jordyn Blake Annalies Kalma                                                                                | 3:35,22    |
| 7     | Malaysia    | Mandy Goh Li Nurul Aliah Nor Azmi Chelsea Cassiopea Evali Bopulas Hizillawanty Jamain                                              | 3:54,88    |
|       | Ecuador     | | DNS        |

Finale: 27. Juli

### Hochsprung
| Platz | Athletin           | Land | Höhe (m) |
| ----- | ------------------ | ---- | -------- |
| 1     | Una Stancev        | ESP  | 1,91 =PB |
| 2     | Asia Tavernini     | ITA  | 1,89     |
| 3     | Elena Kulichenko   | CYP  | 1,87     |
| 4     | Styliana Ioannidou | CYP  | 1,84     |
| 4     | Kristi Snyman      | RSA  | 1,84     |
| 6     | Alexandra Harrison | AUS  | 1,81     |
| 7     | Patrīcija Jansone  | LAT  | 1,81     |
| 8     | Bianca Stichling   | GER  | 1,81     |

Finale: 26. Juli

### Stabhochsprung
| Platz | Athletin          | Land | Höhe (m) |
| ----- | ----------------- | ---- | -------- |
| 1     | Elien Vekemans    | BEL  | 4,60     |
| 2     | Kitty Friele Faye | NOR  | 4,50     |
| 3     | Rachel Grenke     | CAN  | 4,35 PB  |
| 4     | Elise de Jong     | NED  | 4,30     |
| 5     | Tori Thomas       | USA  | 4,30     |
| 6     | Miia Tillmann     | EST  | 4,20     |
| 6     | Nemiah Munir      | GBR  | 4,20     |
| 8     | Olha Beltschenko  | UKR  | 4,20     |
| 8     | Tryphena Hewett   | AUS  | 4,20     |

Finale: 25. Juli

### Weitsprung
| Platz | Athletin             | Land | Weite (m) |
| ----- | -------------------- | ---- | --------- |
| 1     | Agate de Sousa       | POR  | 6,70      |
| 2     | Xiong Shiqi          | CHN  | 6,68      |
| 3     | Natalia Linares      | COL  | 6,67 SB   |
| 4     | Delta Amidzovski     | AUS  | 6,50      |
| 5     | Carmen Rosales       | ESP  | 6,45      |
| 6     | Pauline Hondema      | NED  | 6,44      |
| 7     | Samantha Dale        | AUS  | 6,36      |
| 8     | Ancy Sojan Edappilly | IND  | 6,29      |

Finale: 22. Juli

### Dreisprung
| Platz | Athletin             | Land | Weite (m) |
| ----- | -------------------- | ---- | --------- |
| 1     | Sharifa Davronova    | UZB  | 14,33 PB  |
| 2     | Linda Suchá          | CZE  | 13,89 PB  |
| 3     | Desleigh Owusu       | AUS  | 13,86 PB  |
| 4     | Ilona Masson         | BEL  | 13,73     |
| 5     | Sarah-Michelle Kudla | GER  | 13,50     |
| 6     | Emilia Sjöstrand     | SWE  | 13,42     |
| 7     | Regiclécia Cândido   | BRA  | 13,40     |
| 8     | Iuliana Dabija       | MDA  | 13,16     |

Finale: 27. Juli

### Kugelstoßen
| Platz | Athletin          | Land | Weite (m) |
| ----- | ----------------- | ---- | --------- |
| 1     | Axelina Johansson | SWE  | 18,45     |
| 2     | Abria Smith       | USA  | 17,38     |
| 3     | Colette Uys       | RSA  | 17,34     |
| 4     | Miné de Klerk     | RSA  | 17,33     |
| 5     | Sun Yue           | CHN  | 17,21     |
| 6     | Chiang Ching-yuan | TPE  | 16,97     |
| 7     | Martina Mazurová  | CZE  | 16,02     |
| 8     | Liv Sands         | CAN  | 15,96     |

Finale: 22. Juli

### Diskuswurf
| Platz | Athletin             | Land | Weite (m) |
| ----- | -------------------- | ---- | --------- |
| 1     | Özlem Becerek        | TUR  | 61,15 SB  |
| 2     | Caisa-Marie Lindfors | SWE  | 58,80     |
| 3     | Antonia Kinzel       | GER  | 58,43     |
| 4     | Cierra Jackson       | USA  | 58,09     |
| 5     | Joyce Oguama         | GER  | 58,07     |
| 6     | Colette Uys          | RSA  | 57,50     |
| 7     | Amanda Ngandu-Ntumba | FRA  | 55,33     |
| 8     | Angeludi Asaah       | USA  | 53,53     |

Finale: 24. Juli

### Hammerwurf
| Platz | Athletin           | Land | Weite (m) |
| ----- | ------------------ | ---- | --------- |
| 1     | Zhao Jie           | CHN  | 72,80     |
| 2     | Nicola Tuthill     | IRL  | 69,98     |
| 3     | Sara Killinen      | FIN  | 67,80     |
| 4     | Samantha Borutta   | GER  | 67,35     |
| 5     | Aileen Kuhn        | GER  | 67,02     |
| 6     | Emma Robbins       | USA  | 57,50     |
| 7     | Nereida Santa      | ECU  | 61,90     |
| 8     | Emilia Kolokotroni | CYP  | 61,78     |

Finale: 27. Juli

### Speerwurf
| Platz | Athletin           | Land | Weite (m) |
| ----- | ------------------ | ---- | --------- |
| 1     | Esra Türkmen       | TUR  | 59,90 PB  |
| 2     | Evelyn Bliss       | USA  | 57,37     |
| 3     | Jana van Schalkwyk | RSA  | 56,73     |
| 4     | Aoi Murakami       | JPN  | 56,28     |
| 5     | Julia Ulbricht     | GER  | 56,07     |
| 6     | Emilia Karell      | FIN  | 55,97 PB  |
| 7     | Lianna Davidson    | AUS  | 55,95     |
| 8     | Mia Gordon         | AUS  | 54,30     |

Finale: 26. Juli

### Siebenkampf
| Platz | Athletin      | Land | Weite (m) |
| ----- | ------------- | ---- | --------- |
| 1     | Kate O’Connor | IRL  | 6487 NR   |
| 2     | Szabina Szűcs | HUN  | 6081 PB   |
| 3     | Emelia Surch  | AUS  | 6068 PB   |
| 4     | Edyta Bielska | POL  | 6058      |
| 5     | Mariana Bento | POR  | 5956      |
| 6     | Julia Słocka  | POL  | 5923      |
| 7     | Maddie Wilson | NZL  | 5893      |
| 8     | Karmen Fouché | RSA  | 5783      |

Finale: 23./24. Juli

## Ergebnisse Mixed

### 4 × 400 m Staffel
| Platz | Land               | Athleten | Zeit (min) |
| ----- | ------------------ | --- | ---------- |
| 1     | Polen              | Daniel Sołtysiak Weronika Bartnowska Marcin Karolewski Aleksandra Formella im Vorlauf außerdem: Wiktor Wróbel Martyna Guzowska Patryk Grzegorzewicz Kinga Gacka | 3:15,58 GR |
| 2     | Südafrika          | Mthi Mthimkulu Precious Molepo Marlie Viljoen Lythe Pillay im Vorlauf außerdem: Wernich van Rensburg                                                            | 3:16,42 SB |
| 3     | Vereinigte Staaten | Xavier Donaldson Zoey Goldstein Jake Palermo Charlee Crawford im Vorlauf außerdem: Paige Floriea Joseph Gant                                                    | 3:17,91 SB |
| 4     | Indien             | Jerome Jayaseelan Devyaniba Zala Vishal Thennarasu Kayalvizhi Rupal Chaudhary                                                                                   | 3:18,40    |
| 5     | Australien         | Thomas Reynolds Isabella Guthrie Terrell Thorne Hayley Kitching                                                                                                 | 3:20,51    |
| 6     | Ungarn             | Ernő Steigerwald Dorottya Füleky Csanád Csahóczi Virág Simon | 3:21,52    |
| 7     | Belgien            | Hadrien Piengeon Geraldine Dheur Mimoun Abdoul Wahab Kylie Lambert im Vorlauf außerdem: Victor Morabito                                                         | 3:23,62    |
| 8     | Botswana           | Kago Seshoka Kennekae Batisani Mouje Tjazeri Rose Myguel Ditihalo                                                                                               | 3:25,51    |

Finale: 24. Juli